# Scrophularia minutiflora
Scrophularia minutiflora är en flenörtsväxtart som beskrevs av Francis Whittier Pennell. Scrophularia minutiflora ingår i släktet flenörter, och familjen flenörtsväxter. Inga underarter finns listade i Catalogue of Life.